# Rafflesia keithii
Rafflesia keithii är en tvåhjärtbladig växtart som beskrevs av W. Meijer. Rafflesia keithii ingår i släktet Rafflesia, och familjen Rafflesiaceae. Inga underarter finns listade i Catalogue of Life.